# کارلوس وارساوسکی

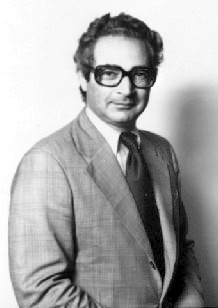
نگارهٔ کارلوس وارساوسکی، فیزیک‌دان و منجم

 کارلوس وارساوسکی (انگلیسی: Carlos Varsavsky؛ زاده ۱۹۳۳ درگذشته ۱۹۸۳) فیزیک‌دان، و ستاره‌شناس بود.